# Il museo di Le Havre
Il museo di Le Havre è un dipinto di Claude Monet. Eseguito nel 1873, è conservato nella National Gallery di Londra.

## Descrizione
Si tratta di una veduta del Museo di belle arti di Le Havre dalle mura del porto vecchio. L'edificio fu distrutto durante la seconda guerra mondiale e venne ricostruito in stile moderno. Il dipinto appartiene a una serie di vedute della città natale realizzate fra il 1872 e il 1873 (all'epoca Monet risiedeva a Argenteuil ma tornava spesso a Le Havre), fra cui Impression, soleil levant.